# Titularbistum Otrus
Otrus (ital.: Otro) ist ein Titularbistum der römisch-katholischen Kirche.
Es geht zurück auf einen untergegangenen Bischofssitz in der antiken Stadt Otrous, die in der Spätantike politisch der römischen Provinz Phrygia Pacatiana (heute westliche Türkei) zugehörig war. Der Bischofssitz war der Kirchenprovinz Sinnada zugeordnet.
| Titularbischöfe von Otrus |                            | |               |                |
| Nr.                       | Name                       | Amt | von           | bis            |
| 1                         | Charles-Joseph Lemaire MEP | Apostolischer Koadjutorvikar von Kirin (Volksrepublik China) Generalsuperior der Pariser Mission (Frankreich) | 11. Juli 1939 | 22. April 1995 |